# Sasakia charonda
Espèce
Sasakia charonda est une espèce de lépidoptères (papillons), originaire d'Extrême-Orient, appartenant à la famille des Nymphalidae.

## Noms vernaculaires
Sasakia charonda est le papillon national du Japon, où il est connu sous le nom de Grand pourpre (大紫 / オオムラサキ, Oomurasaki),.
En anglais, il est appelé Japanese emperor (impérateur japonais) ou great purple emperor (grand impérateur pourpre).

## Morphologie
L'envergure moyenne des imagos de Sasakia charonda est d'environ 50 mm pour les mâles, et 65 mm pour les femelles.Une zone de coloration violette plus ou moins intense est présente sur l'endroit des ailes. 

## Écologie et comportement
L'habitat de ce papillon est la canopée, d'où il ne descend que pour se nourrir et trouver des sels minéraux.
Ses chenilles se nourrissent de feuilles de micocouliers, comme Celtis jessoensis, C. japonica et C. sinensis.

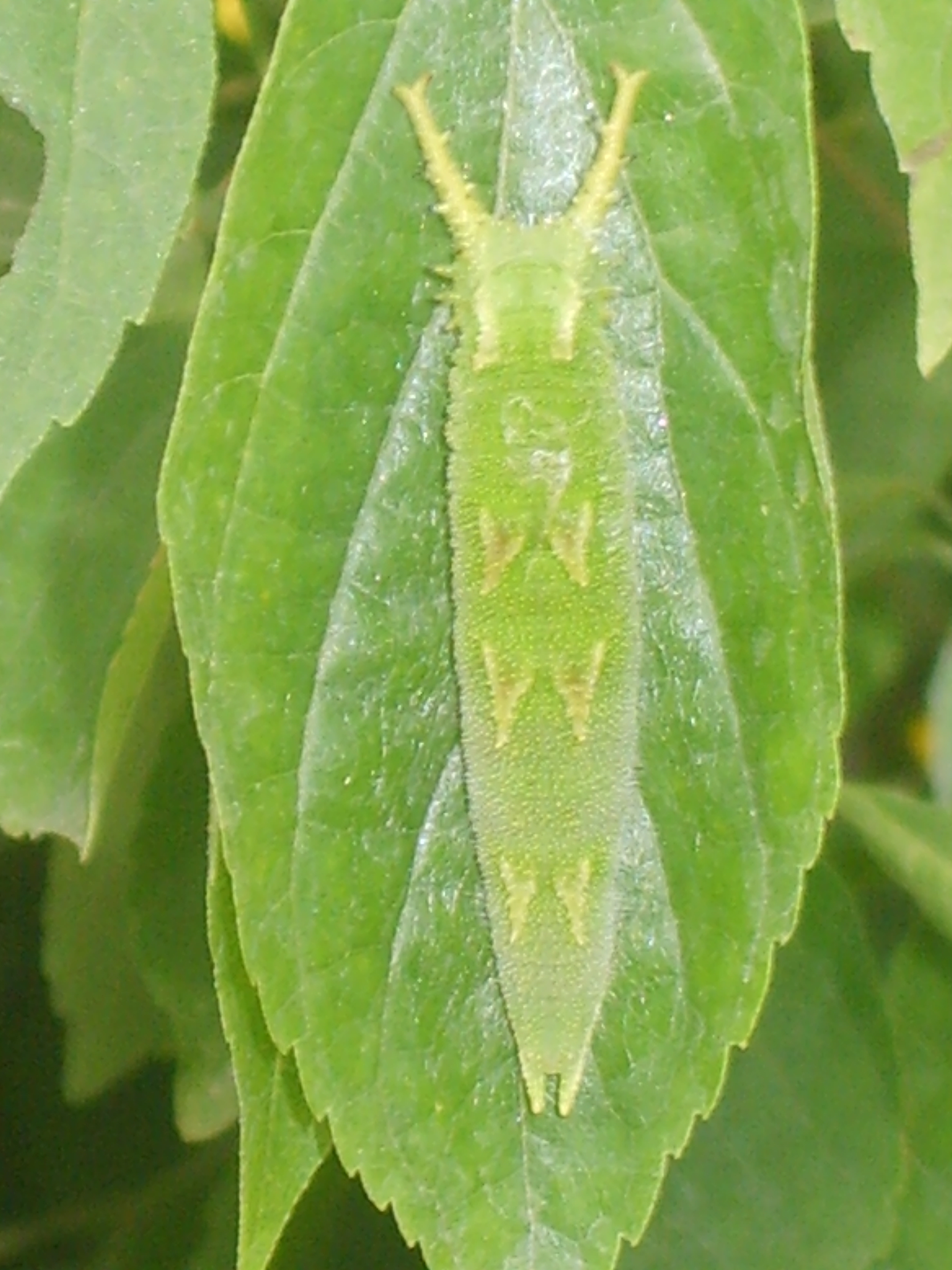
Chenille.
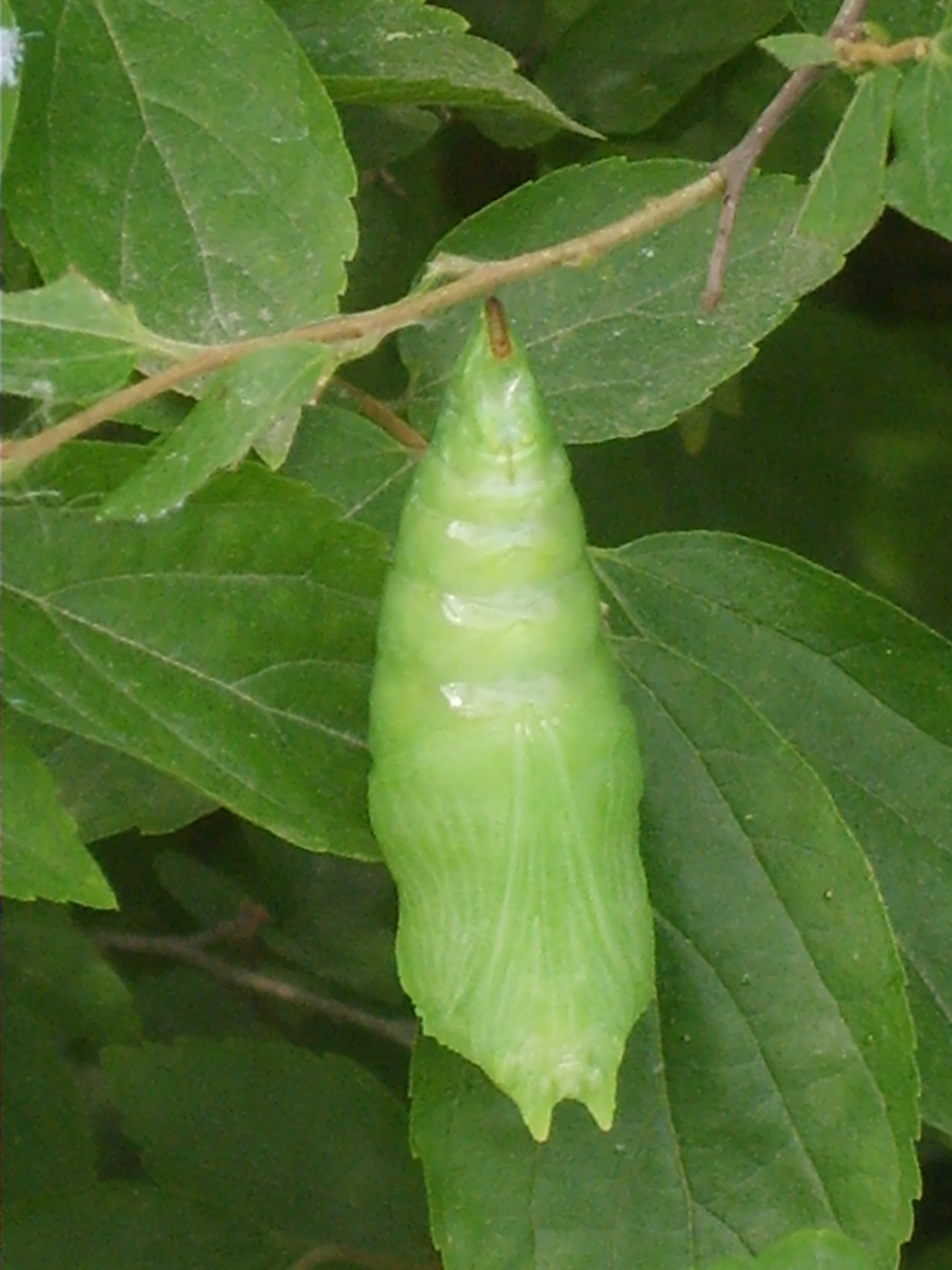
Chrysalide.
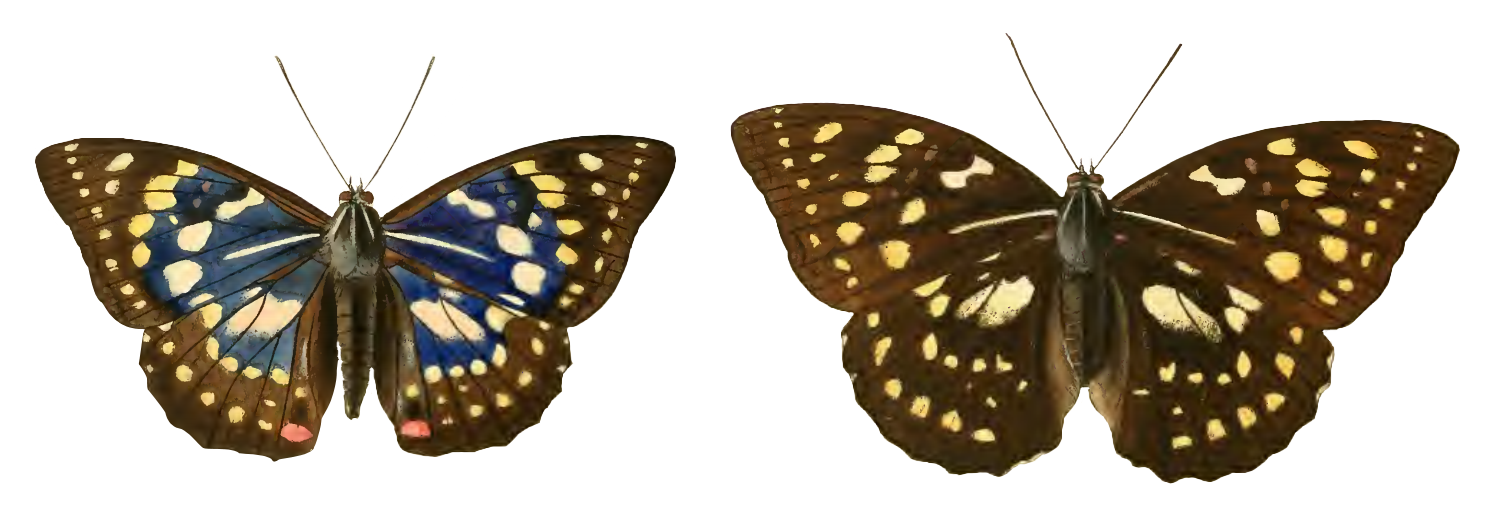
Papillon mâle (à gauche) et femelle (à droite).

## Distribution
Sasakia charonda est originaire d'Extrême-Orient : on trouve cette espèce au Japon, en Corée, en Chine, dans le Nord de Taïwan et le Nord du Viêt Nam[réf. souhaitée].

## Systématique
L'espèce actuellement appelée Sasakia charonda a été décrite pour la première fois en 1863 par le naturaliste anglais William Chapman Hewitson (1806-1878), sous le nom initial de Diadema charonda.
Il existe plusieurs sous-espèces :
- Sasakia charonda charonda (Hewitson, 1863) – au Japon.
- Sasakia charonda coreana Leech, 1887 – en Chine et en Corée.
- Sasakia charonda splendens Stichel, 1908 – au Japon.
- Sasakia charonda yunnanensis Fruhstorfer, 1913 – au Yunnan.
- Sasakia charonda submelania Mell, 1952
- Sasakia charonda sapporensis Murayama, 1954 – au Japon.
- Sasakia charonda formosana Shirôzu, 1963 – à Taiwan.